# Vanguard International Semiconductor Corporation

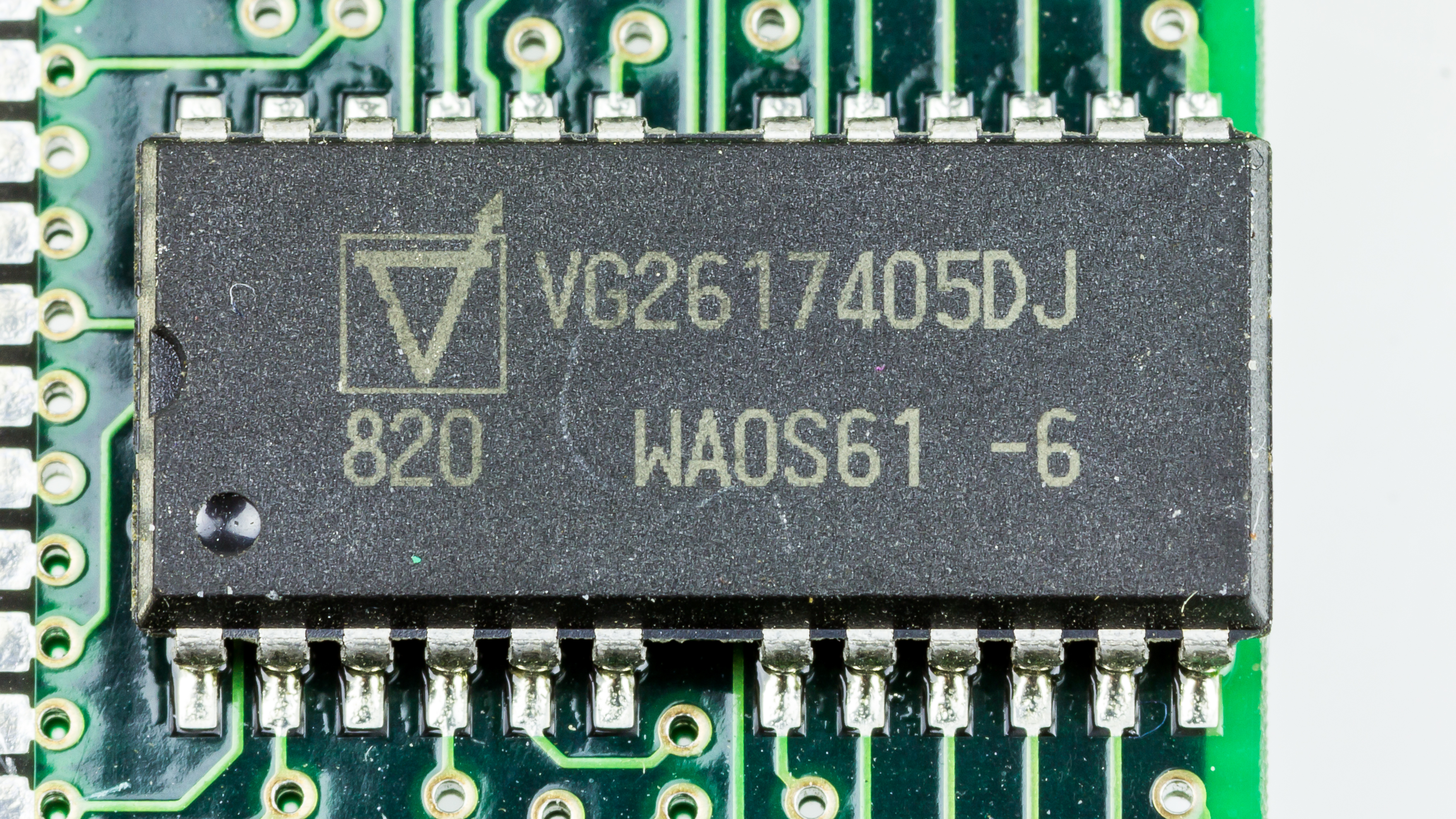
EDO RAM de Vanguard

Vanguard Empresa de Semiconductor internacional (VIS) es un  servicio especializado en proveer productos de fundición , fundado en diciembre de 1994 en Hsinchu Parque de Ciencia, Taiwán por Morris Chang. En Marcha 1998, VIS devenía una compañía listada en el Taiwán Encima-El-Bolsa de valores de Contador (OTC) con los accionistas principales TSMC, Fondo de Desarrollo Nacional y otros inversores institucionales. [La cita necesitada] 
VIS estaba trabajando como subcontratista de TSMC para la fabricación de productos de señales lógicas y mixtas, centrándose principalmente en la producción y desarrollo de DRAM y otros circuitos integrados de memoria. En 2000, VIS anunció su plan para transformarse de un fabricante de DRAM en un proveedor de servicios de fundición. A partir de febrero de 2004, VIS finalizó por completo su producción de DRAM y se convirtió en una empresa de fundición de puro juego. 
VIS adquirió Fab 4 y Fab 5, dos líneas de fab de 200 mm de Winbond Electronics Corp., ampliando su capacidad de producción. La compra finalizó en enero de 2008.
VIS es patrocinado por el Instituto de Investigación de Tecnología Industrial.[cita requerida]
A partir de 2018, VIS tiene una capacidad de producción de aproximadamente 199,000 obleas por mes.
VIS compró GlobalFoundries Fab 3E ubicado en Tampines, Singapur por $ 236 millones. La transferencia de propiedad ocurrirá el 31 de diciembre de 2019. Esta instalación fabrica sistemas microelectromecánicos (MEMS), así como chips de señal analógica/mixta. Tiene una capacidad de producción de alrededor de 35,000 lanzamientos de obleas de 200 mm por mes (WSPM).